# 168 Sibylla
A 168 Sibylla egy kisbolygó a Naprendszerben. James Craig Watson fedezte fel 1876. szeptember 28-án.